# Kathleen Kinmont
Kathleen Kinmont (* 3. Februar 1965 in Los Angeles, Kalifornien), eigentlich Kathleen Kinmont Smith, ist eine US-amerikanische Schauspielerin.

## Leben
Kinmont ist die Tochter der Schauspielerin Abby Dalton und Jack Smith. Ihre ersten Schauspielauftritte hatte sie 1984 in einer kleinen Rolle in der Filmkomödie Hardbodies und in einer Gastrolle in der Fernsehserie Der Ninja-Meister mit Lee Van Cleef in der Titelrolle. Im Jahr darauf spielte sie eine Nebenrolle in der Komödie American Eiskrem, 1988 spielte sie im vierten Teil der Halloween-Filmreihe.
Sie heiratete 1989 den Schauspieler Lorenzo Lamas, der in der Fernsehserie Falcon Crest den Sohn ihrer Mutter Abby Dalton spielte. Während der gemeinsamen Dreharbeiten zur Serie Renegade – Gnadenlose Jagd wurde die Ehe 1993 geschieden. 1997 heiratete sie den Schauspieler Jere Burns, auch diese Ehe wurde 1999 geschieden. Von 2006 bis 2011 war sie mit Doug Swander verheiratet.
Kinmont hatte in den 1990er Jahren Gastauftritte in Serien wie Baywatch und Palm Beach-Duo und 1996 eine kleine Rolle in That Thing You Do! mit Tom Hanks. Zuletzt spielte sie 2009 in der Horrorkomödie Monsterpiece Theatre Volume 1. Von 1992 bis 1996 verkörperte sie die Rolle der Cheyenne Philipps in Renegade – Gnadenlose Jagd. Dort wurde sie auf Grund niederträchtiger Aussagen in der Presse über Lamas' zukünftige Frau Shauna Sand, welche ebenfalls in der Serie auftrat, rausgeworfen.
Derzeit ist sie als Autorin und Direktorin in verschiedenen Projekten involviert. Sie betreibt ebenfalls eine Fotoagentur und vertreibt zudem ihr eigenes Yoga-Video.
2012 schrieb sie einige Artikel in der Huffington Post zum Thema Scheidung.

## Filmografie (Auswahl)
- 1984: Der Ninja-Meister (The Master, Fernsehserie)
- 1985: American Eiskrem (Fraternity Vacation)
- 1987: Nightforce – Schreckenskommando (Nightforce)
- 1988: Halloween IV – Michael Myers kehrt zurück (Halloween 4: The Return of Michael Myers)
- 1989: Snake Eater II – Snake Eater’s Revenge (Snake Eater’s Revenge)
- 1990: Bride of Re-Animator
- 1991: Dallas (Fernsehserie)
- 1992: Final Impact
- 1992: C.I.A. – Codename: Alexa
- 1992–1996: Renegade – Gnadenlose Jagd (Renegade, Fernsehserie)
- 1993: Codename: Viper (C.I.A. II Target Alexa)
- 1994: Baywatch – Die Rettungsschwimmer von Malibu (Fernsehserie)
- 1996: That Thing You Do!
- 1997: Palm Beach-Duo (Silk Stalkings, Fernsehserie)
- 1997: Ein Fremder in meinem Haus (Stranger in the House)
- 1997: Eine tödliche Blondine (The Corporate Ladder)
- 1999: Mortal Kombat: Conquest (Fernsehserie)
- 2001: Gangland L.A. (Gangland)
- 2001: V.I.P. – Die Bodyguards (V.I.P., Fernsehserie)
- 2002: Zeit der Sehnsucht (Days of Our Lives, Fernsehserie)
- 2002: Psychotic
- 2008: Prank
- 2018: Do Not Be Deceived (Fernsehfilm)
- 2020: The Silent Natural
- 2023: Dark Obsession
- 2023: Black Mass